# Megan Thee Stallion/Diskografie
Diese Diskografie ist eine Übersicht über die musikalischen Werke der US-amerikanischen Rapperin Megan Thee Stallion. Den Schallplattenauszeichnungen zufolge hat sie bisher mehr als 57,1 Millionen Tonträger verkauft, davon alleine in ihrer Heimat über 48 Millionen. Ihre erfolgreichste Veröffentlichung ist das in Zusammenarbeit mit Cardi B entstandene Lied WAP mit über 11,8 Millionen verkauften Einheiten.

## Alben

### Studioalben
| Jahr | Titel Musiklabel                              | Höchstplatzierung, Gesamtwochen, AuszeichnungChartplatzierungen (Jahr, Titel, Musiklabel, Platzierungen, Wochen, Auszeichnungen, Anmerkungen) | Höchstplatzierung, Gesamtwochen, AuszeichnungChartplatzierungen (Jahr, Titel, Musiklabel, Platzierungen, Wochen, Auszeichnungen, Anmerkungen) | Höchstplatzierung, Gesamtwochen, AuszeichnungChartplatzierungen (Jahr, Titel, Musiklabel, Platzierungen, Wochen, Auszeichnungen, Anmerkungen) | Höchstplatzierung, Gesamtwochen, AuszeichnungChartplatzierungen (Jahr, Titel, Musiklabel, Platzierungen, Wochen, Auszeichnungen, Anmerkungen) | Höchstplatzierung, Gesamtwochen, AuszeichnungChartplatzierungen (Jahr, Titel, Musiklabel, Platzierungen, Wochen, Auszeichnungen, Anmerkungen) | Anmerkungen                                                   |
| Jahr | Titel Musiklabel                              | DE | AT | CH | UK | US | Anmerkungen                                                   |
| ---- | --------------------------------------------- | --- | --- | --- | --- | --- | ------------------------------------------------------------- |
| 2020 | Good News 1501 Certified / 300 Entertainment  | — | — | — | UK46 Silber · (1 Wo.)UK | US2 Platin · (75 Wo.)US | Erstveröffentlichung: 20. November 2020 Verkäufe: + 1.067.500 |
| 2022 | Traumazine 1501 Certified / 300 Entertainment | — | — | — | UK65 (1 Wo.)UK | US4 Gold · (14 Wo.)US | Erstveröffentlichung: 12. August 2022 Verkäufe: + 507.500     |
| 2024 | Megan Hot Girl Productions LLC                | — | — | — | UK97 (1 Wo.)UK | US3 (34 Wo.)US | Erstveröffentlichung: 28. Juni 2024                           |

### Mixtapes
| Jahr | Titel Musiklabel                                              | Höchstplatzierung, Gesamtwochen, AuszeichnungChartplatzierungen (Jahr, Titel, Musiklabel, Platzierungen, Wochen, Auszeichnungen, Anmerkungen) | Höchstplatzierung, Gesamtwochen, AuszeichnungChartplatzierungen (Jahr, Titel, Musiklabel, Platzierungen, Wochen, Auszeichnungen, Anmerkungen) | Höchstplatzierung, Gesamtwochen, AuszeichnungChartplatzierungen (Jahr, Titel, Musiklabel, Platzierungen, Wochen, Auszeichnungen, Anmerkungen) | Höchstplatzierung, Gesamtwochen, AuszeichnungChartplatzierungen (Jahr, Titel, Musiklabel, Platzierungen, Wochen, Auszeichnungen, Anmerkungen) | Höchstplatzierung, Gesamtwochen, AuszeichnungChartplatzierungen (Jahr, Titel, Musiklabel, Platzierungen, Wochen, Auszeichnungen, Anmerkungen) | Anmerkungen                                                |
| Jahr | Titel Musiklabel                                              | DE | AT | CH | UK | US | Anmerkungen                                                |
| ---- | ------------------------------------------------------------- | --- | --- | --- | --- | --- | ---------------------------------------------------------- |
| 2019 | Fever 1501 Certified / 300 Entertainment                      | — | — | — | — | US10 Gold · (35 Wo.)US | Erstveröffentlichung: 17. Mai 2019 Verkäufe: + 500.000     |
| 2020 | Suga 1501 Certified / 300 Entertainment                       | — | — | — | — | US7 Gold · (37 Wo.)US | Erstveröffentlichung: 6. März 2020 Verkäufe: + 507.500     |
| 2021 | Something for Thee Hotties 1501 Certified / 300 Entertainment | — | — | — | — | US5 Gold · (20 Wo.)US | Erstveröffentlichung: 29. Oktober 2021 Verkäufe: + 500.000 |

### EPs
| Jahr | Titel Musiklabel                                  | Höchstplatzierung, Gesamtwochen, AuszeichnungChartplatzierungen (Jahr, Titel, Musiklabel, Platzierungen, Wochen, Auszeichnungen, Anmerkungen) | Höchstplatzierung, Gesamtwochen, AuszeichnungChartplatzierungen (Jahr, Titel, Musiklabel, Platzierungen, Wochen, Auszeichnungen, Anmerkungen) | Höchstplatzierung, Gesamtwochen, AuszeichnungChartplatzierungen (Jahr, Titel, Musiklabel, Platzierungen, Wochen, Auszeichnungen, Anmerkungen) | Höchstplatzierung, Gesamtwochen, AuszeichnungChartplatzierungen (Jahr, Titel, Musiklabel, Platzierungen, Wochen, Auszeichnungen, Anmerkungen) | Höchstplatzierung, Gesamtwochen, AuszeichnungChartplatzierungen (Jahr, Titel, Musiklabel, Platzierungen, Wochen, Auszeichnungen, Anmerkungen) | Anmerkungen                                             |
| Jahr | Titel Musiklabel                                  | DE | AT | CH | UK | US | Anmerkungen                                             |
| ---- | ------------------------------------------------- | --- | --- | --- | --- | --- | ------------------------------------------------------- |
| 2017 | 1501 Certified / 300 Entertainment 1501 Certified | — | — | — | — | — | Erstveröffentlichung: 18. September 2017                |
| 2018 | Tina Snow 1501 Certified / 300 Entertainment      | — | — | — | — | US166 Gold · (4 Wo.)US | Erstveröffentlichung: 11. Juni 2018 Verkäufe: + 500.000 |

## Singles

### Als Leadmusikerin
| Jahr | Titel Album                                     | Höchstplatzierung, Gesamtwochen, AuszeichnungChartplatzierungen (Jahr, Titel, Album, Platzierungen, Wochen, Auszeichnungen, Anmerkungen) | Höchstplatzierung, Gesamtwochen, AuszeichnungChartplatzierungen (Jahr, Titel, Album, Platzierungen, Wochen, Auszeichnungen, Anmerkungen) | Höchstplatzierung, Gesamtwochen, AuszeichnungChartplatzierungen (Jahr, Titel, Album, Platzierungen, Wochen, Auszeichnungen, Anmerkungen) | Höchstplatzierung, Gesamtwochen, AuszeichnungChartplatzierungen (Jahr, Titel, Album, Platzierungen, Wochen, Auszeichnungen, Anmerkungen) | Höchstplatzierung, Gesamtwochen, AuszeichnungChartplatzierungen (Jahr, Titel, Album, Platzierungen, Wochen, Auszeichnungen, Anmerkungen) | Anmerkungen                                                                                         |
| Jahr | Titel Album                                     | DE | AT | CH | UK | US | Anmerkungen                                                                                         |
| --- | ----------------------------------------------- | --- | --- | --- | --- | --- | --------------------------------------------------------------------------------------------------- |
| 2017 | Pull Up Late Make It Hot                        | — | — | — | — | — | Erstveröffentlichung: 13. Juli 2017                                                                 |
| 2017 | Last Week in HTx Make It Hot                    | — | — | — | — | — | Erstveröffentlichung: 18. November 2017                                                             |
| 2018 | Cocky AF Tina Snow                              | — | — | — | — | — | Erstveröffentlichung: 12. Februar 2018                                                              |
| 2019 | Big Ole Freak Tina Snow                         | — | — | — | — | US65 ×2Doppelplatin · (12 Wo.)US | Erstveröffentlichung: 22. Januar 2019 Verkäufe: + 2.000.000                                         |
| 2019 | Sex Talk Fever                                  | — | — | — | — | US— PlatinUS | Erstveröffentlichung: 22. März 2019 Verkäufe: + 1.000.000                                           |
| 2019 | Realer Fever                                    | — | — | — | — | US— GoldUS | Erstveröffentlichung: 16. Mai 2019 Verkäufe: + 500.000                                              |
| 2019 | Cash Shit Fever                                 | — | — | — | — | US36 ×4Vierfachplatin · (20 Wo.)US | Erstveröffentlichung: 17. Mai 2019 Verkäufe: + 4.000.000; feat. DaBaby                              |
| 2019 | Hot Girl Summer –                               | — | — | — | UK40 Silber · (9 Wo.)UK | US11 ×2Doppelplatin · (16 Wo.)US | Erstveröffentlichung: 8. August 2019 Verkäufe: + 2.390.000; feat. Nicki Minaj & Ty Dolla Sign       |
| 2019 | All Dat Time Served                             | — | — | — | — | US70 Platin · (4 Wo.)US | Erstveröffentlichung: 10. Oktober 2019 Verkäufe: + 1.000.000; mit Moneybagg Yo                      |
| 2019 | Ride or Die Queen & Slim: The Soundtrack        | — | — | — | — | — | Erstveröffentlichung: 31. Oktober 2019 mit VickeeLo                                                 |
| 2020 | Diamonds Birds of Prey: The Album               | — | — | — | — | — | Erstveröffentlichung: 10. Januar 2020 mit Normani                                                   |
| 2020 | B.I.T.C.H. Suga                                 | — | — | — | — | US31 Platin · (10 Wo.)US | Erstveröffentlichung: 24. Januar 2020 Verkäufe: + 1.000.000                                         |
| 2020 | Savage Suga                                     | DE33 (14 Wo.)DE | AT23 (12 Wo.)AT | CH18 (16 Wo.)CH | UK3 Platin · (25 Wo.)UK | US1 ×5Fünffachplatin · (28 Wo.)US | Erstveröffentlichung: 6. März 2020 Verkäufe: + 6.400.000; Remix feat. Beyoncé                       |
| 2020 | Captain Hook Suga                               | — | — | — | — | US74 ×2Doppelplatin · (4 Wo.)US | Erstveröffentlichung: 10. März 2020 Verkäufe: + 2.000.000                                           |
| 2020 | Girls in the Hood Good News                     | — | — | — | UK— SilberUK | US28 ×2Doppelplatin · (17 Wo.)US | Erstveröffentlichung: 26. Juni 2020 Verkäufe: + 2.200.000                                           |
| 2020 | Don’t Stop Good News                            | — | — | — | — | US30 Platin · (10 Wo.)US | Erstveröffentlichung: 2. Oktober 2020 Verkäufe: + 1.000.000; feat. Young Thug                       |
| 2020 | Thick (Remix) –                                 | — | — | — | — | — | Erstveröffentlichung: 6. November 2020 mit DJ Chose                                                 |
| 2020 | Body Good News                                  | — | — | — | UK44 Silber · (9 Wo.)UK | US12 Platin · (20 Wo.)US | Erstveröffentlichung: 20. November 2020 Verkäufe: + 1.400.000                                       |
| 2021 | Cry Baby Good News                              | — | — | — | — | US28 ×2Doppelplatin · (20 Wo.)US | Erstveröffentlichung: 3. Februar 2021 Verkäufe: + 2.000.000; feat. DaBaby                           |
| 2021 | I’m a King Coming 2 America                     | — | — | — | — | — | Erstveröffentlichung: 5. Februar 2021 mit Bobby Sessions                                            |
| 2021 | Pop It Big Bank                                 | — | — | — | — | — | Erstveröffentlichung: 2. April 2021 mit Bankroll Freddie                                            |
| 2021 | On Me (Remix) –                                 | — | — | — | — | — | Erstveröffentlichung: 27. April 2021 mit Lil Baby                                                   |
| 2021 | Bad Bitches Shockwave                           | — | — | — | — | — | Erstveröffentlichung: 10. Juni 2021 mit Marshmello & Nitti Gritti                                   |
| 2021 | Thot Shit Something for Thee Hotties            | — | — | — | UK65 Silber · (7 Wo.)UK | US16 Platin · (20 Wo.)US | Erstveröffentlichung: 11. Juni 2021 Verkäufe: + 1.265.000                                           |
| 2021 | Butter (Remix) –                                | — | — | — | — | — | Erstveröffentlichung: 27. August 2021 mit BTS                                                       |
| 2021 | Crazy Family The Addams Family 2                | — | — | — | — | — | Erstveröffentlichung: 27. September 2021 mit Maluma & Rock Mafia                                    |
| 2021 | SG –                                            | DE— aDE | — | CH56 (2 Wo.)CH | — | — | Erstveröffentlichung: 22. Oktober 2021 Verkäufe: + 140.000; mit DJ Snake, Ozuna & Lisa of Blackpink |
| 2021 | Megan’s Piano Something for Thee Hotties        | — | — | — | — | US97 Platin · (2 Wo.)US | Erstveröffentlichung: 30. November 2021 Verkäufe: + 1.000.000                                       |
| 2022 | Sweetest Pie Traumazine                         | DE76 (1 Wo.)DE | — | CH54 (2 Wo.)CH | UK31 Silber · (11 Wo.)UK | US15 Platin · (21 Wo.)US | Erstveröffentlichung: 11. März 2022 Verkäufe: + 1.350.000; mit Dua Lipa                             |
| 2022 | Plan B Traumazine                               | — | — | — | — | US29 Platin · (10 Wo.)US | Erstveröffentlichung: 22. April 2022 Verkäufe: + 1.000.000                                          |
| 2022 | Pressurelicious Traumazine                      | — | — | — | — | US55 (2 Wo.)US | Erstveröffentlichung: 22. Juli 2022 feat. Future                                                    |
| 2022 | Her Traumazine                                  | — | — | — | — | US62 Gold · (1 Wo.)US | Erstveröffentlichung: 12. August 2022 Verkäufe: + 500.000                                           |
| 2023 | Cobra Megan                                     | — | — | — | UK83 (2 Wo.)UK | US32 (2 Wo.)US | Erstveröffentlichung: 3. November 2023 Solo bzw. Rock Remix feat. Spiritbox                         |
| 2023 | Not My Fault Mean Girls – Der Girls Club O.S.T. | — | — | — | UK61 (3 Wo.)UK | — | Erstveröffentlichung: 15. Dezember 2023 Verkäufe: + 40.000; mit Reneé Rapp                          |
| 2024 | Hiss Megan                                      | — | — | — | UK31 (3 Wo.)UK | US1 Platin · (6 Wo.)US | Erstveröffentlichung: 26. Januar 2024 Verkäufe: + 1.040.000                                         |
| 2024 | Boa Megan                                       | — | — | — | — | US39 (2 Wo.)US | Erstveröffentlichung: 10. Mai 2024                                                                  |
| 2024 | Neva Play –                                     | — | — | — | UK66 (1 Wo.)UK | US36 (2 Wo.)US | Erstveröffentlichung: 6. September 2024 feat. RM                                                    |
| Folgende Lieder erschienen nicht als Single, wurden aber durch das Album zum Download und Streaming bereitgestellt und konnten somit eine Platzierung erlangen: |                                                 | | | | | | |
| |                                                 | | | | | | |
| 2020 | Shots Fired Good News                           | — | — | — | — | US82 (1 Wo.)US | Charteinstieg: 5. Dezember 2020                                                                     |
| 2020 | Do It on the Tip Good News                      | — | — | — | — | US92 (1 Wo.)US | Charteinstieg: 5. Dezember 2020 feat. City Girls & Hot Girl Meg                                     |
| 2020 | Circles Good News                               | — | — | — | — | US94 (1 Wo.)US | Charteinstieg: 5. Dezember 2020                                                                     |
| 2021 | Eat It Something for Thee Hotties               | — | — | — | — | US82 (1 Wo.)US | Charteinstieg: 13. November 2021                                                                    |
| 2022 | Ungrateful Traumazine                           | — | — | — | — | US82 (1 Wo.)US | Charteinstieg: 27. August 2022 feat. Key Glock                                                      |
| 2022 | Budget Traumazine                               | — | — | — | — | US87 (1 Wo.)US | Charteinstieg: 27. August 2022 feat. Latto                                                          |
| 2024 | Otaku Hot Girl Megan                            | — | — | — | — | US67 (1 Wo.)US | Charteinstieg: 13. Juli 2024                                                                        |
| 2024 | Mamushi Megan                                   | — | — | — | UK89 (2 Wo.)UK | US36 Gold · (20 Wo.)US | Charteinstieg: 13. Juli 2024 Videoauskopplung: 9. August 2024 Verkäufe: + 600.000; feat. Yuki Chiba |
| 2024 | Where Them Girls At Megan                       | — | — | — | — | US77 (1 Wo.)US | Charteinstieg: 13. Juli 2024                                                                        |
| 2024 | Bigger in Texas Megan: Act II                   | — | — | — | — | US84 (1 Wo.)US | Charteinstieg: 9. November 2024                                                                     |

### Als Gastmusikerin
| Jahr | Titel Album                        | Höchstplatzierung, Gesamtwochen, AuszeichnungChartplatzierungen (Jahr, Titel, Album, Platzierungen, Wochen, Auszeichnungen, Anmerkungen) | Höchstplatzierung, Gesamtwochen, AuszeichnungChartplatzierungen (Jahr, Titel, Album, Platzierungen, Wochen, Auszeichnungen, Anmerkungen) | Höchstplatzierung, Gesamtwochen, AuszeichnungChartplatzierungen (Jahr, Titel, Album, Platzierungen, Wochen, Auszeichnungen, Anmerkungen) | Höchstplatzierung, Gesamtwochen, AuszeichnungChartplatzierungen (Jahr, Titel, Album, Platzierungen, Wochen, Auszeichnungen, Anmerkungen) | Höchstplatzierung, Gesamtwochen, AuszeichnungChartplatzierungen (Jahr, Titel, Album, Platzierungen, Wochen, Auszeichnungen, Anmerkungen) | Anmerkungen |
| Jahr | Titel Album                        | DE | AT | CH | UK | US | Anmerkungen |
| --- | ---------------------------------- | --- | --- | --- | --- | --- | --- |
| 2018 | No Pressure –                      | — | — | — | — | — | Erstveröffentlichung: 29. Mai 2018 Drebae feat. Megan Thee Stallion                                                         |
| 2018 | Poledancer Wow… That’s Crazy       | — | — | — | — | — | Erstveröffentlichung: 20. Dezember 2018 Wale feat. Megan Thee Stallion                                                      |
| 2019 | Bestie –                           | — | — | — | — | — | Erstveröffentlichung: 3. Mai 2019 Bhad Bhabie feat. Megan Thee Stallion                                                     |
| 2019 | She Live Brandon Banks             | — | — | — | — | — | Erstveröffentlichung: 10. Mai 2019 Maxo Kream feat. Megan Thee Stallion                                                     |
| 2019 | Three Point Stance –               | — | — | — | — | — | Erstveröffentlichung: 28. Juni 2019 Juicy J feat. City Girls & Megan Thee Stallion                                          |
| 2019 | Pastor Control the Streets, Vol. 2 | — | — | — | — | — | Erstveröffentlichung: 16. August 2019 Quavo & City Girls feat. Megan Thee Stallion                                          |
| 2019 | Pose Untrapped                     | — | — | — | — | — | Erstveröffentlichung: 23. August 2019 Yo Gotti feat. Lil Uzi Vert & Megan Thee Stallion                                     |
| 2019 | Big Booty Woptober II              | — | — | — | — | US— PlatinUS | Erstveröffentlichung: 4. Oktober 2019 Verkäufe: + 1.000.000; Gucci Mane feat. Megan Thee Stallion                           |
| 2020 | Fkn Around –                       | — | — | — | — | — | Erstveröffentlichung: 31. Januar 2020 Phony Ppl feat. Megan Thee Stallion                                                   |
| 2020 | Freak –                            | — | — | — | — | — | Erstveröffentlichung: 13. März 2020 Tyga feat. Megan Thee Stallion                                                          |
| 2020 | RNB Rich Slave                     | — | — | — | — | — | Erstveröffentlichung: 29. Mai 2020 Young Dolph feat. Megan Thee Stallion                                                    |
| 2020 | WAP –                              | DE12 Gold · (16 Wo.)DE | AT8 Platin · (17 Wo.)AT | CH5 (18 Wo.)CH | UK1 ×2Doppelplatin · (29 Wo.)UK | US1 ×8Achtfachplatin · (24 Wo.)US | Erstveröffentlichung: 7. August 2020 Verkäufe: + 11.895.000; Cardi B feat. Megan Thee Stallion                              |
| 2021 | 34+35 (Remix) Positions (Deluxe)   | — | — | — | — | US2 (28 Wo.)US | Erstveröffentlichung: 15. Januar 2021 Verkäufe: + 210.000; Ariana Grande feat. Doja Cat & Megan Thee Stallion               |
| 2021 | Beautiful Mistakes Jordi           | DE— bDE | — | CH52 Gold · (21 Wo.)CH | UK50 Gold · (18 Wo.)UK | US13 Platin · (25 Wo.)US | Erstveröffentlichung: 3. März 2021 Verkäufe: + 2.428.333; Maroon 5 feat. Megan Thee Stallion                                |
| 2021 | I Did It Khaled Khaled             | DE— cDE | — | CH85 (1 Wo.)CH | UK53 (2 Wo.)UK | US43 Gold · (2 Wo.)US | Erstveröffentlichung: 1. Juni 2021 Verkäufe: + 500.000; DJ Khaled feat. Post Malone, Megan Thee Stallion, Lil Baby & DaBaby |
| 2023 | Bongos –                           | — | — | — | UK35 (3 Wo.)UK | US14 (11 Wo.)US | Erstveröffentlichung: 8. September 2023 Verkäufe: + 40.000; Cardi B feat. Megan Thee Stallion                               |
| 2024 | Wanna Be Ehhthang Ehhthang         | — | — | — | — | US11 ×2Doppelplatin · (24 Wo.)US | Erstveröffentlichung: 5. April 2014 Verkäufe: + 2.000.000; GloRilla feat. Megan Thee Stallion                               |
| Folgende Lieder erschienen nicht als Single, wurden aber durch das Album zum Download und Streaming bereitgestellt und konnten somit eine Platzierung erlangen: |                                    | | | | | | |
| |                                    | | | | | | |
| 2020 | Nasty Blame It on Baby             | — | — | — | — | US50 Gold · (2 Wo.)US | Charteinstieg: 2. Mai 2020 Verkäufe: + 500.000; DaBaby feat. Ashanti & Megan Thee Stallion                                  |
| 2021 | Dolla Sign Slime Montero           | — | — | — | — | US47 (1 Wo.)US | Charteinstieg: 2. Oktober 2021 Verkäufe: + 20.000; Lil Nas X feat. Megan Thee Stallion                                      |
| 2024 | How I Look Glorious                | — | — | — | — | US90 (… Wo.)US | Charteinstieg: 26. Oktober 2024 GloRilla feat. Megan Thee Stallion                                                          |

## Statistik

### Chartauswertung
|                     | DE    | AT    | CH    | UK    | US    |
| ------------------- | ----- | ----- | ----- | ----- | ----- |
| Nummer-eins-Alben   | DE—DE | AT—AT | CH—CH | UK—UK | US—US |
| Top-10-Alben        | DE—DE | AT—AT | CH—CH | UK—UK | US6US |
| Alben in den Charts | DE—DE | AT—AT | CH—CH | UK3UK | US7US |

|                       | DE    | AT    | CH    | UK     | US     |
| --------------------- | ----- | ----- | ----- | ------ | ------ |
| Nummer-eins-Singles   | DE—DE | AT—AT | CH—CH | UK1UK  | US3US  |
| Top-10-Singles        | DE—DE | AT1AT | CH1CH | UK2UK  | US4US  |
| Singles in den Charts | DE3DE | AT2AT | CH6CH | UK14UK | US40US |

### Auszeichnungen für Musikverkäufe
| Goldene Schallplatte - Australien - 2024: für das Lied Mamushi - Belgien - 2020: für die Single WAP - 2021: für die Single Savage - Brasilien - 2022: für das Lied Dolla Sign Slime - Dänemark - 2020: für die Single Savage (Remix) - Frankreich - 2021: für die Single Savage - 2022: für die Single SG - Kanada - 2024: für die Single Bongos - 2024: für die Single Mamushi - 2024: für die Single Hiss - 2025: für die Single Not My Fault - Kolumbien - 2021: für die Single WAP - Neuseeland - 2021: für die Single Beautiful Mistakes - 2021: für die Single Butter (Remix) - 2021: für das Album Suga - 2023: für das Album Good News - 2025: für das Album Traumazine - Norwegen - 2020: für die Single Savage (Remix) - Polen - 2023: für die Single Beautiful Mistakes - 2024: für die Single Sweetest Pie - 2024: für das Lied Mamushi - 2024: für die Single Thot Shit - Portugal - 2020: für die Single Savage - 2021: für die Single Beautiful Mistakes - 2022: für die Single Sweetest Pie - Spanien - 2024: für die Single Beautiful Mistakes - 2024: für die Single WAP - Vereinigte Staaten - 2021: für das Lied Freak Nasty - 2024: für das Lied Cognac Queen - 2024: für das Lied What’s New - 2024: für das Lied Anxiety | Platin-Schallplatte - Brasilien - 2022: für die Single Thot Shit - 2022: für die Single Sweetest Pie - 2022: für die Single Savage - 2022: für die Single Body - 2024: für die Single SG - Dänemark - 2022: für die Single WAP - 2023: für die Single Beautiful Mistakes - Finnland - 2021: für die Single WAP - Frankreich - 2021: für die Single WAP - Italien - 2021: für die Single WAP - 2021: für die Single Beautiful Mistakes - Kanada - 2021: für die Single Beautiful Mistakes - 2024: für die Single Sweetest Pie - Neuseeland - 2020: für die Single Savage (Remix) - 2021: für die Single Hot Girl Summer - Norwegen - 2020: für die Single WAP - Polen - 2024: für die Single Savage 3× Goldene Schallplatte - Mexiko - 2021: für die Single 34+35 (Remix) | 2× Platin-Schallplatte - Brasilien - 2022: für die Single Savage (Remix) - Kanada - 2024: für die Single Hot Girl Summer - 2024: für die Single Body - Portugal - 2022: für die Single WAP 3× Platin-Schallplatte - Australien - 2024: für die Single Beautiful Mistakes - Polen - 2021: für die Single WAP 4× Platin-Schallplatte - Neuseeland - 2023: für die Single WAP 5× Platin-Schallplatte - Kanada - 2024: für die Single Savage (Remix) 8× Platin-Schallplatte - Kanada - 2025: für die Single WAP 10× Platin-Schallplatte - Australien - 2025: für die Single WAP Diamantene Schallplatte - Brasilien - 2024: für die Single Beautiful Mistakes - Frankreich - 2024: für die Single Beautiful Mistakes 2× Diamantene Schallplatte - Brasilien - 2022: für die Single WAP |

Anmerkung: Auszeichnungen in Ländern aus den Charttabellen bzw. Chartboxen sind in ebendiesen zu finden.
| Land/RegionAuszeichnungen für Musikverkäufe (Land/Region, Auszeichnungen, Verkäufe, Quellen) | Silber     | Gold       | Platin         | Diamant     | Verkäufe   | Quellen                 |
| -------------------------------------------------------------------------------------------- | ---------- | ---------- | -------------- | ----------- | ---------- | ----------------------- |
| Australien (ARIA)                                                                            | —          | Gold1      | 13× Platin13   | —           | 965.000    | aria.com.au             |
| Belgien (BRMA)                                                                               | —          | 2× Gold2   | —              | —           | 40.000     | ultratop.be             |
| Brasilien (PMB)                                                                              | —          | Gold1      | 7× Platin7     | 3× Diamant3 | 780.000    | pro-musicabr.org.br     |
| Dänemark (IFPI)                                                                              | —          | Gold1      | 2× Platin2     | —           | 225.000    | ifpi.dk                 |
| Deutschland (BVMI)                                                                           | —          | Gold1      | —              | —           | 200.000    | musikindustrie.de       |
| Finnland (IFPI)                                                                              | —          | —          | Platin1        | —           | 40.000     | Einzelnachweise         |
| Frankreich (SNEP)                                                                            | —          | 2× Gold2   | Platin1        | Diamant1    | 733.333    | snepmusique.com FR2 FR3 |
| Italien (FIMI)                                                                               | —          | —          | 2× Platin2     | —           | 140.000    | fimi.it                 |
| Kanada (MC)                                                                                  | —          | 4× Gold4   | 19× Platin19   | —           | 1.680.000  | musiccanada.com         |
| Kolumbien (ASINCOL)                                                                          | —          | Gold1      | —              | —           | 5.000      | Einzelnachweise         |
| Mexiko (AMPROFON)                                                                            | —          | Gold1      | Platin1        | —           | 210.000    | amprofon.com.mx         |
| Neuseeland (RMNZ)                                                                            | —          | 5× Gold5   | 6× Platin6     | —           | 232.500    | radioscope.co.nz NZ2    |
| Norwegen (IFPI)                                                                              | —          | Gold1      | Platin1        | —           | 90.000     | ifpi.no                 |
| Österreich (IFPI)                                                                            | —          | —          | Platin1        | —           | 30.000     | ifpi.at                 |
| Polen (ZPAV)                                                                                 | —          | 4× Gold4   | 4× Platin4     | —           | 300.000    | olis.pl                 |
| Portugal (AFP)                                                                               | —          | 3× Gold3   | 2× Platin2     | —           | 35.000     | Einzelnachweise         |
| Schweiz (IFPI)                                                                               | —          | Gold1      | —              | —           | 10.000     | hitparade.ch            |
| Spanien (Promusicae)                                                                         | —          | 2× Gold2   | —              | —           | 60.000     | elportaldemusica.es     |
| Vereinigte Staaten (RIAA)                                                                    | —          | 14× Gold14 | 41× Platin41   | —           | 48.000.000 | riaa.com                |
| Vereinigtes Königreich (BPI)                                                                 | 6× Silber6 | —          | 4× Platin4     | —           | 3.260.000  | bpi.co.uk               |
| Insgesamt                                                                                    | 6× Silber6 | 45× Gold45 | 104× Platin104 | 4× Diamant4 |            |                         |